# George Marshall
|  | Aquest article tracta sobre el militar i polític estatunidenc. Si cerqueu el director de cinema estatunidenc, vegeu «George Marshall (director)». |

George Marshall (anglès: George Catlett Marshall, Jr.)  (Uniontown, 31 de desembre de 1880 - Washington DC, 16 d'octubre de 1959), fou un militar i polític estatunidenc, cap de l'Estat Major durant la Segona Guerra Mundial i Secretari d'Estat dels Estats Units. El 1953 fou guardonat amb el Premi Nobel de la Pau gràcies al desenvolupament del Pla Marshall, un pla d'ajuda econòmica per a setze països europeus devastats per la Segona Guerra Mundial.

## Joventut i estudis
George Marshall va néixer en una família de classe mitjana; fou educat a l'Institut Militar de Virgínia, i després de graduar-se s'allistà a l'exèrcit dels Estats Units.

## Carrera militar
Durant la Primera Guerra Mundial serví com a planificador dels entrenaments i de les operacions. El 1917 fou traslladat a França, on s'ocupà de la planificació de les operacions de la Primera Divisió d'Infanteria. El 1918 fou traslladat al quarter general de l'exèrcit nord-americà des d'on planificà, i coordinà, una de les operacions més importants de la Guerra i que permetrien la derrota de l'exèrcit alemany al front occidental, l'ofensiva d'Argonne.
A partir de 1920, sent ajudant del cap de personal de l'exèrcit John J. Pershing, Marshall fou encomanat de reordenar els entrenaments de l'exèrcit així com l'ensenyament de noves i modernes tècniques militars. El 1934 fou nomenat coronel, per esdevenir general el 1936. El 1939 Franklin Delano Roosevelt el va nomenar cap de personal, un càrrec que va desenvolupar fins al 1945.
Durant la Segona Guerra Mundial Marshall reordenà l'estructura de l'exèrcit de terra i de l'aire, dotant-lo d'una visió més moderna, i preparant-lo per entrar en combat. Va dissenyar l'estratègia central de totes les operacions aliades a Europa, va seleccionar Dwight Eisenhower com el comandant suprem de l'exèrcit aliat a Europa, i va dissenyar l'Operació Overlord, que va servir per a la invasió de Normandia. Winston Churchill l'anomenà l'organitzador de la victòria aliada, sent nomenat el 1944 home de l'any per la Revista Time. Marshall, després de la victòria dels aliats, es retirà de l'exèrcit el 1945.

## Carrera política

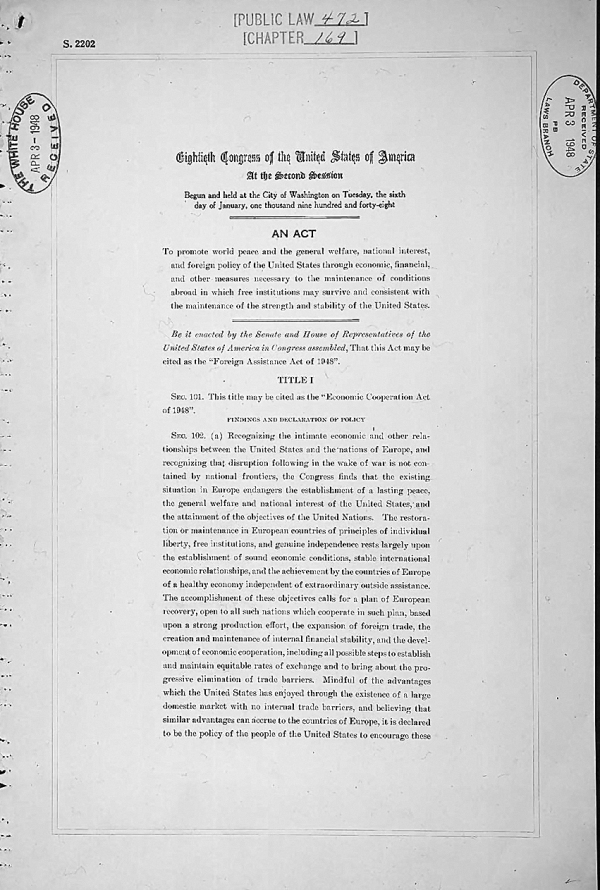
Primera pàgina del pla Marshall

Després de la Segona Guerra Mundial fou enviat a la Xina per a negociar una treva i construir un govern de coalició entre els nacionalistes i els comunistes que lluitaven en una guerra civil. La seva mediació no tingué efecte i el 1947 abandonà la Xina per retornar als Estats Units.
Aquell mateix any fou ordenat Secretari d'Estat, preparant des del primer moment un pla per la recuperació econòmica europea, una economia que havia quedat devastada a conseqüència de la Segona Guerra Mundial. Aquest pla de recuperació europea, conegut com a Pla Marshall, va ajudar econòmicament setze països europeus, tots ells aliats, i aconseguí que la Revista Time el tornés a nomenar Home de l'any el 1948. Com a Secretari d'Estats s'oposà al reconeixment de l'Estat d'Israel, en contra de l'opinió del President Harry S. Truman. Aquest enfrontament provocà la seva dimissió el 1949, i fou nomenat el 1950 Secretari de Defensa, càrrec al qual renuncià el 1951 després de tenir diverses disputes amb el senador Joseph McCarthy. Posteriorment fou nomenat president de la secció nord-americana de la Creu Roja.
El 1953 fou guardonat amb el Premi Nobel de la Pau per la seva ajuda a la reconstrucció europea després de la Segona Guerra Mundial amb el Pla Marshall. L'any 1969 fou guardonat amb el Premi Internacional Carlemany, concedit per la ciutat d'Aquisgrà, en reconeixement dels seus esforços per la unitat i l'estabilitat europea.

## Carrera militar
- Tinent de 2a – 2/2/1902 (al 1902 no existia encara la insígnia)
- Tinent – 7/3/1907
- Capità – 1/7/1916
- Major – 1/7/1920
- Tinent Coronel – 21/8/1923
- Coronel – 1/9/1933
- Brigadier – 1/10/1936
- Major General – 1/7/1939
- Tinent General – 1/8/1939
- General – 1/9/1939
- General de l'Exèrcit – 16/12/1944 (rang permanent) – 11/4/1946

## Condecoracions
- Medalla del Servei Distingit a l'Exèrcit amb una fulla de roure
- Estrella de Plata
- Medalla del Servei a la Frontera de Mèxic
- Medalla de la Victòria a la I Guerra Mundial amb 4 estrelles de campanyes
- Medalla del Servei de Defensa Americana amb la insígnia Servei a l'estranger
- Medalla de la Campanya Americana
- Medalla de la Campanya Asiàtica-Pacífica
- Medalla de la Campanya Europea-Africana-Orient Mitjà amb 2 estrelles de bronze
- Medalla de la Victòria a la II Guerra Mundial
- Medalla de l'Exèrcit del Servei d'Ocupació d'Alemanya
- Medalla del Servei a la Defensa Nacional
- Orde del Bany (Regne Unit)
- Legió d'Honor (França)
- Creu de Guerra (França)
- Orde de Suvorov (URSS)
- Gran cordó de l'orde d'Ouissam Alauita (Marroc)
- Medalla de la Campanya de les Filipines
- Orde del Mèrit Militar de 1a Clase (Cuba)
- Medalla Centenal (Libèria)
- Gran Creu de l'Orde de Jordi I amb Espases (Grècia)
- Orde de la Corona d'Itàlia
- Orde de Sant Maurici i Sant Llàtzer (Italia)
- Gran Creu amb Espases de l'Orde d'Orange-Nassau (Holanda)
- Medalla de Plata al Valor (Montenegro)
- Medalla de la Solidaritat de 2a classe (Panamà)
- Gran Oficial del Sol del Perú
- Orde del Mèrit Militar (Brasil)
- Orde del Mèrit (Xile)
- Estrella d'Abdón Calderón de 1a Classe (Ecuador)
- Gran Creu de l'Orde de Boyaco Cherifien (Columbia)

## Reputació i llegat

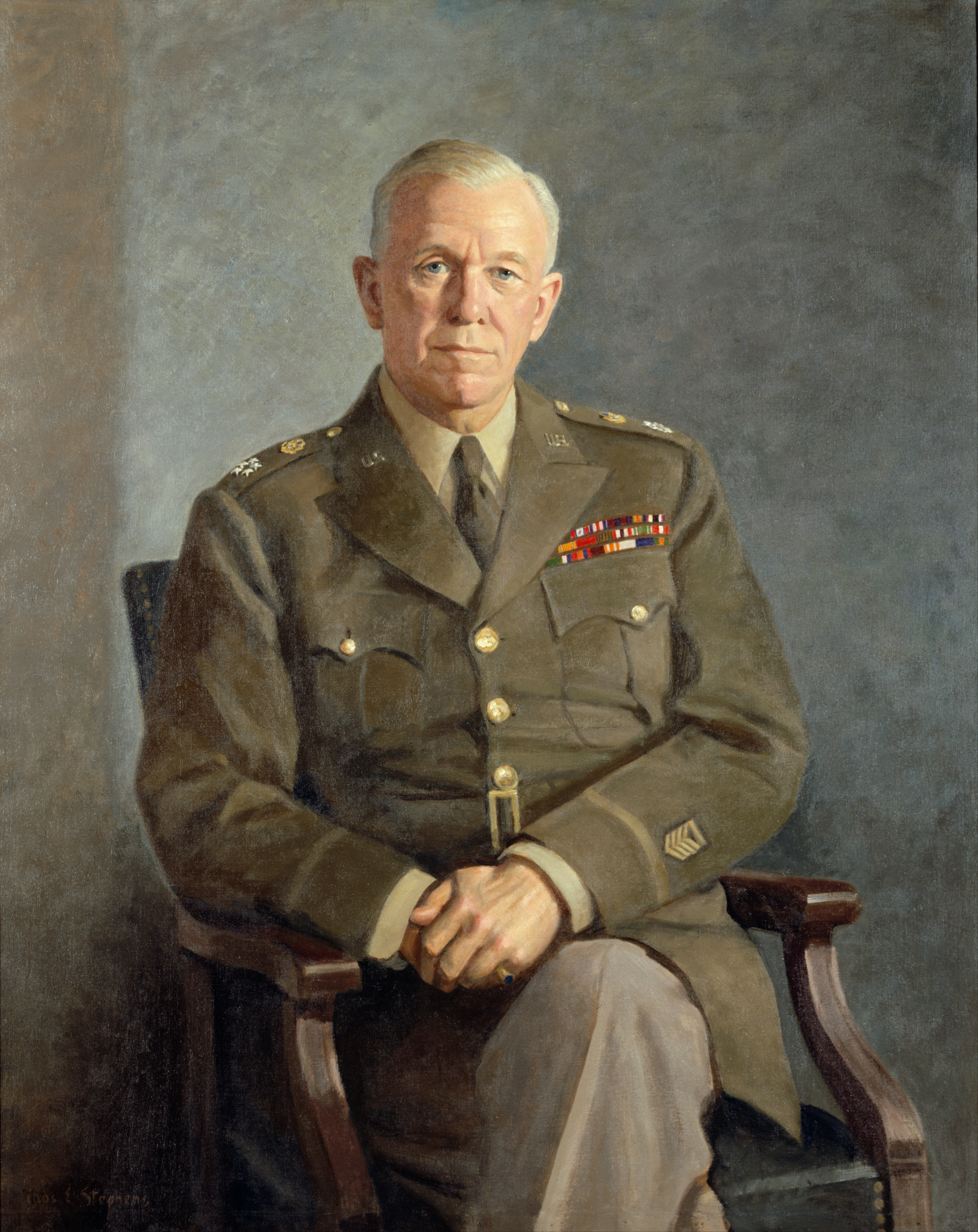
Retrat de George Marshall per Thomas E. Stephens, (c. 1949)

Com han destacat recentment William Taylor i altres historiadors, George Marshall va ser el líder americà més conegut, més actiu (i més altruista) a principis de la Guerra Freda. El seu lideratge tenia un estil distintiu i característic que incloïa menyspreu per les paraules falses i la dissimulació, aura d'autoritat i immensitat d'integritat. Veia el seu món en blanc i negre, sense vaguesa en els arguments ni zones grises en la presa de decisions. Marshall és conegut sobretot per haver donat el seu nom i prestigi al Pla Marshall per reconstruir l'economia europea. No obstant això, va patir diverses derrotes: va fracassar en l'esforç d'un any per resoldre la Guerra Civil Xinesa; va ser derrotat en la seva proposta d'imposar el servei militar universal a tots els homes nord-americans; i va ser anul·lat pel president Truman quan es va oposar al reconeixement d'Israel. Els historiadors coincideixen que Truman depenia en gran manera del prestigi de Marshall en un moment de partidisme intensament amarg. Wilson Miscamble assenyala el reconeixement tardà de Marshall de l'amenaça que representava la Unió Soviètica: no va ser fins a l'abril de 1947 que es va adonar dels perills. Miscamble conclou que estudis recents mostren que Marshall era:
| « | Un contribuent important, però difícilment una figura dominant en l'elaboració de la política exterior americana de postguerra. Tenia un do especial per a la delegació i va obtenir contribucions impressionants de diversos subordinats capaços. | » |

La reputació d'excel·lència de Marshall com a organitzador i planificador militar va ser reconeguda al principi de la seva carrera i es va fer coneguda a tot l'exèrcit. En una avaluació del rendiment preparada mentre Marshall era tinent a les Filipines, el seu superior, el capità EJ Williams, va respondre a la pregunta rutinària de si voldria que l'oficial avaluat tornés a servir sota el seu comandament escrivint sobre Marshall: «Si les exigències del servei actiu el situessin en un comandament elevat, estaria encantat de servir sota les seves ordres». (Èmfasi afegit) 
El 1916, el tinent coronel Johnson Hagood va completar una avaluació escrita de l'actuació de Marshall en la qual el va qualificar de geni militar. En resposta a la pregunta de si voldria que el seu subordinat Marshall tornés a servir sota les seves ordres, Hagood va escriure: «Sí, però preferiria servir sota el seu comandament». (Èmfasi afegit)  Hagood va recomanar l'ascens immediat de Marshall a general de brigada, tot i que hi havia més de 1.800 oficials, inclòs Hagood, que eren superiors a ell.
Després de la rendició del govern nazi alemany el maig de 1945, Henry L. Stimson, el secretari de Guerra, va retre homenatge a Marshall davant d'una reunió de membres de l'estat major de l'exèrcit, concloent amb: «He vist molts soldats al llarg de la meva vida i vostè, senyor, és el millor soldat que he conegut mai».
Els historiadors atribueixen l'alta consideració que altres tenien per la integritat personal de Marshall com una altra raó del seu llegat positiu. A més de la seva disposició a confrontar Pershing per les crítiques que va fer al cap de l'estat major de la 1a Divisió durant la Primera Guerra Mundial, Marshall va citar altres casos en què va proporcionar consells persistents que van evitar que Pershing creés controvèrsia innecessària. En un, Marshall recordava una època en què Pershing i James Harbord tenien la intenció de canviar una política del Departament de Guerra implementada per Peyton March, el cap de l'estat major de l'exèrcit i superior nominal de Pershing, amb qui Pershing tenia una llarga disputa. Marshall ho va desaconsellar diverses vegades, i Pershing va indicar amb ràbia que el seu cap de gabinet Harbord i ell tenien la intenció de presentar la seva proposta malgrat el consell de Marshall. En lloc d'admetre-ho, Marshall va respondre que Pershing estava deixant que la seva disputa personal amb març enterbolisqués el seu judici i que Harbord, a qui tampoc li agradava March, estava fent el mateix. En comptes de continuar tirant files, Pershing va cedir al judici de Marshall i va dir «Doncs, fes-ho a la teva manera».
En un altre incident que va destacar la reputació d'integritat de Marshall, quan el president Franklin Roosevelt, un antic subsecretari de la Marina, va afavorir la Marina durant la planificació de la Segona Guerra Mundial, Marshall va suggerir que Roosevelt deixés de referir-se a la Marina com a nosaltres i a l'exèrcit com a ells. Roosevelt va riure, però la protesta humorística de Marshall havia deixat clar el que volia dir.
A més del seu èxit militar, Marshall és recordat principalment com la força impulsora del Pla Marshall, que va proporcionar milers de milions de dòlars en ajuda a l'Europa de la postguerra per reiniciar les economies dels països destruïts. En els darrers anys, la cooperació necessària entre antics adversaris europeus com a part del Pla Marshall ha estat reconeguda com un dels primers factors que van conduir a la integració europea, començant amb la formació de la Comunitat Europea del Carbó i de l'Acer, i finalment amb la formació de la Unió Europea.
En una entrevista televisiva després de deixar el càrrec, a Truman li van preguntar quin estatunidenc creia que havia fet la contribució més gran dels trenta anys anteriors. Sense dubtar-ho, Truman va escollir Marshall, i va afegir: «No crec que en aquesta època en què he viscut hi hagi hagut un home que hagi estat un administrador més gran; un home amb un coneixement d'afers militars igual al del general Marshall».
Orson Welles va dir en una entrevista amb Dick Cavett el 1970 que «Marshall és l'home més gran que he conegut mai... Crec que va ser el millor ésser humà que també va ser un gran home... Va ser un cavaller extraordinari: una institució antiquada que ja no existeix». La història que Welles va relatar a Cavett per il·lustrar el seu punt de vista va ser sobre una vegada que va veure Marshall dedicar un  temps per parlar amb un jove soldat americà que havia entrat accidentalment a la mateixa habitació. El jove estava bocabadat d'haver-se trobat accidentalment amb en Marshall, però en Marshall va mantenir la conversa amb el soldat amb paciència i educació.